# Magazingasse
Die Magazingasse ist eine Anliegerstraße in der Innenstadt von Leipzig. Sie ist benannt nach einem ehemaligen Lagerhaus.

## Verlauf
Die Magazingasse verbindet den Neumarkt mit der Universitätsstraße. In ihrem Verlauf von West nach Ost schwenkt sie etwa in der Mitte leicht nach Nord und erreicht die Universitätsstraße an einer Durchfahrt unter einem Neubaublock. Die ungeraden Hausnummern liegen auf der Nordseite.

## Geschichte
Von 1523 bis 1529 ließ der Rat der Stadt an der südlichen Stadtmauer in Reihe mit der Peterskirche ein sechsstöckiges Lagerhaus errichten, das Kornhaus, in welchem außer Getreide auch Baumaterial und Gerätschaften der Stadt eingelagert wurden. Später hieß das Gebäude auch Magazin.
Auf der Gegenseite der Gasse entlang des Kornhauses ließ die Stadt in der Folge einfache Häuser für Dienstleistende und Angestellte der Stadt errichten. Hier wohnten unter anderem Stadtpfeifer, Hebammen und Polizeibeamte. Das führte dazu, dass die Gasse im Volksmund Stadtpfeifergässchen, Wehmüttergässchen oder auch Häschergässchen genannt wurde. Als 1839 in Leipzig Straßennamen eingeführt wurden – bis dahin waren alle Häuser der Stadt durchnummeriert – erhielt die Gasse den Namen Magazingasse.
1859 wurde das Magazin abgebrochen und anstelle der Stadtmauer und des verfüllten Stadtgrabens entstand die Schillerstraße, deren Grundstücke bis an die Magazingasse reichten, hier eigene Hausnummern bekamen und wie die Schillerstraße relativ modern bebaut wurden, während die Architektur auf der Nordseite schlichter blieb.
Während des Zweiten Weltkriegs blieb die Magazingasse bis auf ihr östliches Ende vor Schäden bewahrt. Jedoch verfiel während der DDR-Zeit die Bausubstanz des östlichen Teils der Nordseite.
Ende der 1970er Jahre wurden hier einige baufällige schmale Wohnhäuser abgerissen, darunter die bis dahin noch in Betrieb befindlichen Studentenkneipen Schwalbennest und Fuchsbau, an welche noch Namen von Räumen in der Moritzbastei erinnern.

## Bebauung
Die Bebauung der Nordseite beginnt mit dem Eckgebäude zum Neumarkt, dem Schrödter-Haus (Nr. 1) von 1913. Ihm folgt mit der Nummer 3 der gelbe 1895 von Paul Möbius (1866–1907) für die Leipziger Electricitätswerke als Umspannwerk errichtete Klinkerbau, in welchem heute das Referat Digitale Stadt der Stadtverwaltung untergebracht ist. In der Nr. 7 reicht der Dresdner Hof bis an die Magazingasse und bietet Zugang zu seinem Passagensystem, während er von Neubauten (Nr. 5 und 9) flankiert wird.
Die drei Gebäude an der Südseite der Gasse korrespondieren jeweils mit einem Haus an der Schillerstraße. Magazingasse 2 und Schillerstraße 4 sind ein einziges 1859–1860 errichtetes Wohn- und Geschäftshaus mit einer von der Schillerstraße aus erreichbaren Sparkassenfiliale im Erdgeschoss. In der Magazingasse steht eine Handschwengelpumpe vom Typ Vogelkäfig. Das Haus Nr. 4, in dem seit 1997 das Krystallpalast-Varieté residiert, ist von seinem Schillerstraßen-Pendant (Nr. 5) durch einen Innenhof getrennt. Die Nr. 6 im Neobarockstil wurde erst 1896/1897 und damit 33 Jahre später als das Vorderhaus errichtet und zwei Stockwerke niedriger als dieses.
Die Gebäude Nr. 1, 2, 3, 4, 6, und 7 sowie die Handschwengelpumpe stehen unter Denkmalschutz.

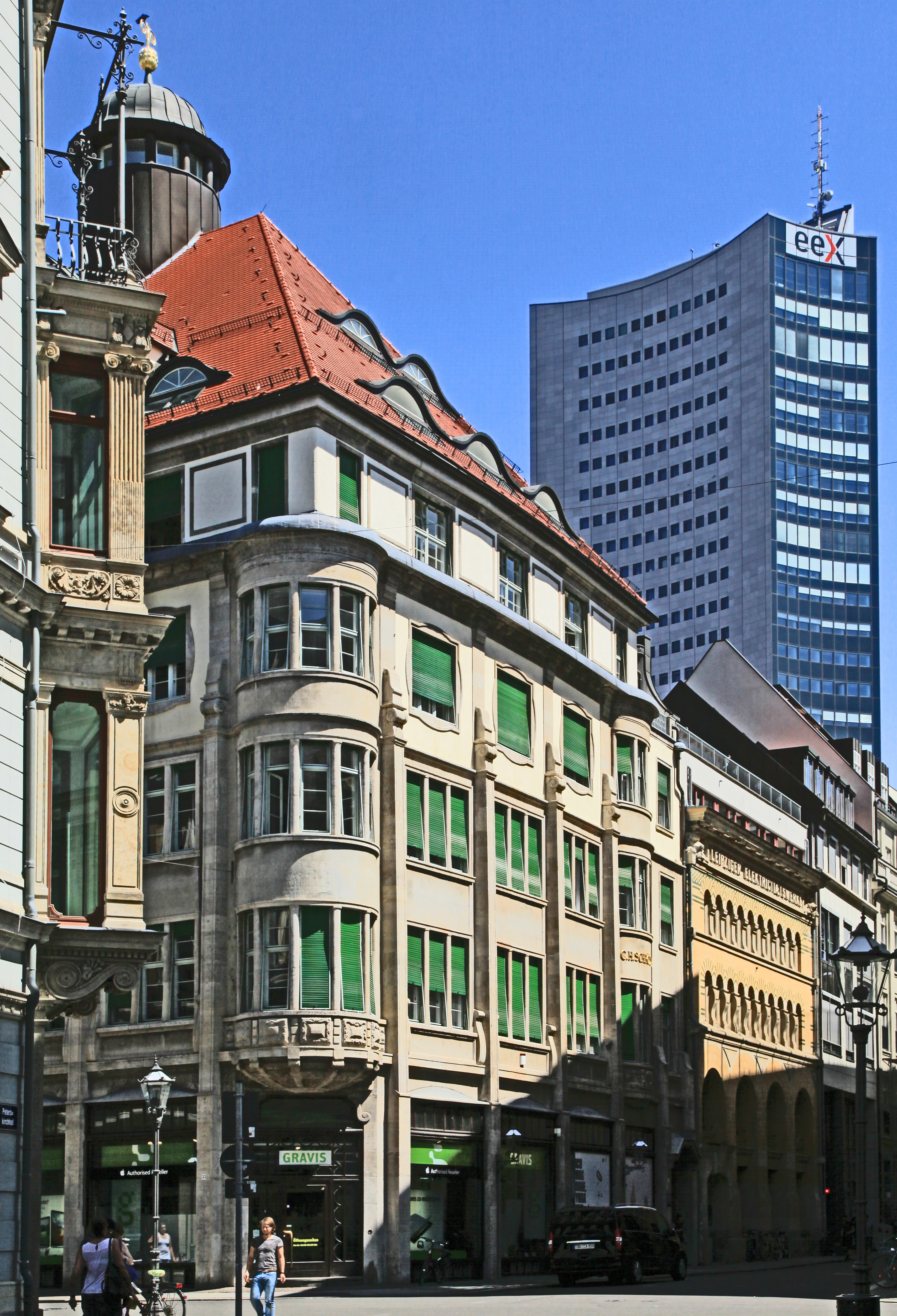
Nr. 1: Schrödter-Haus (2015)
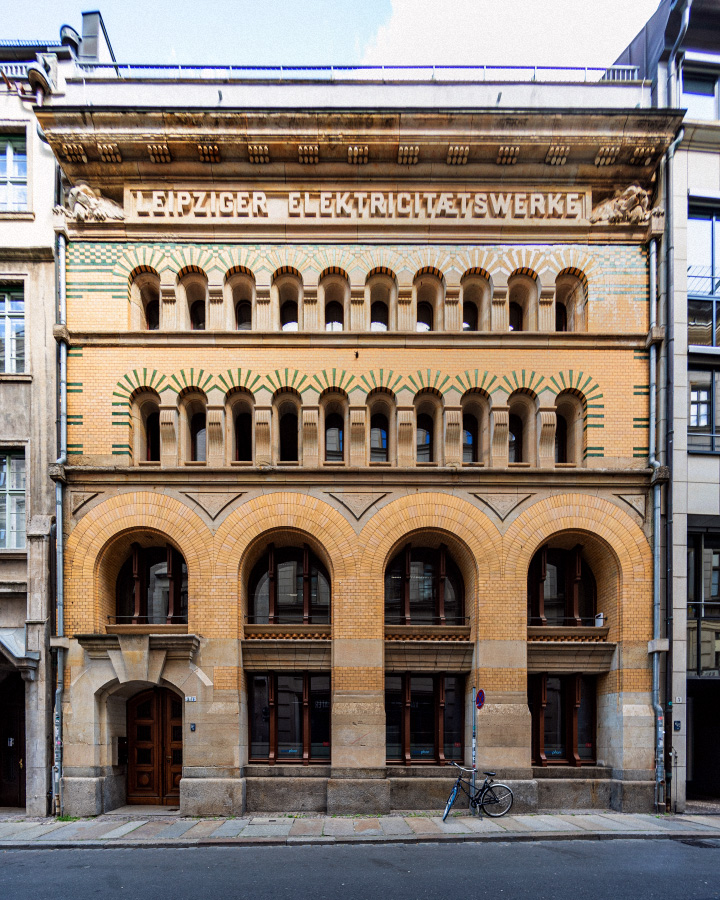
Nr. 3: Ehemaliges Umspannwerk (2020)
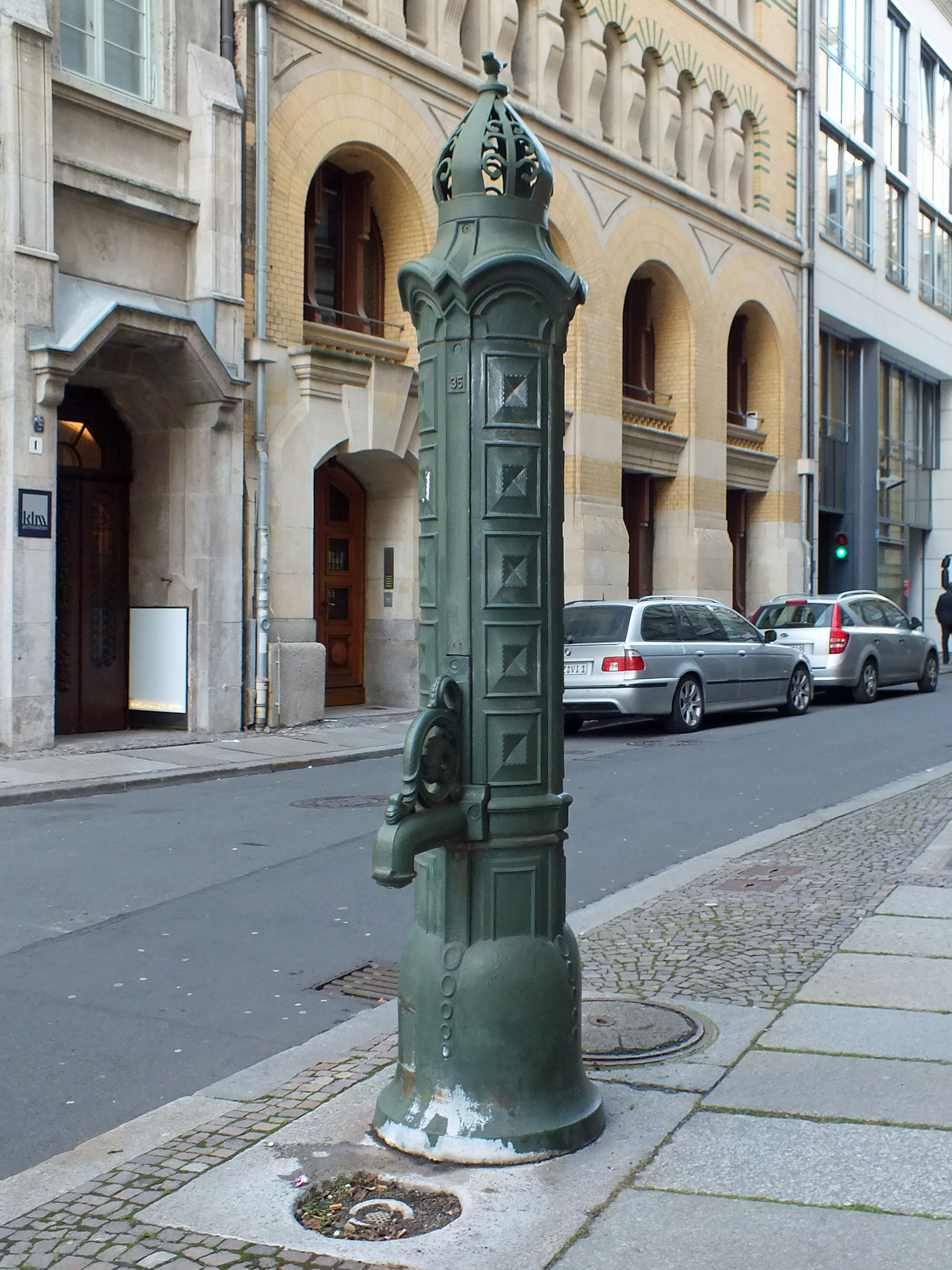
Handschwengelpumpe (2013)
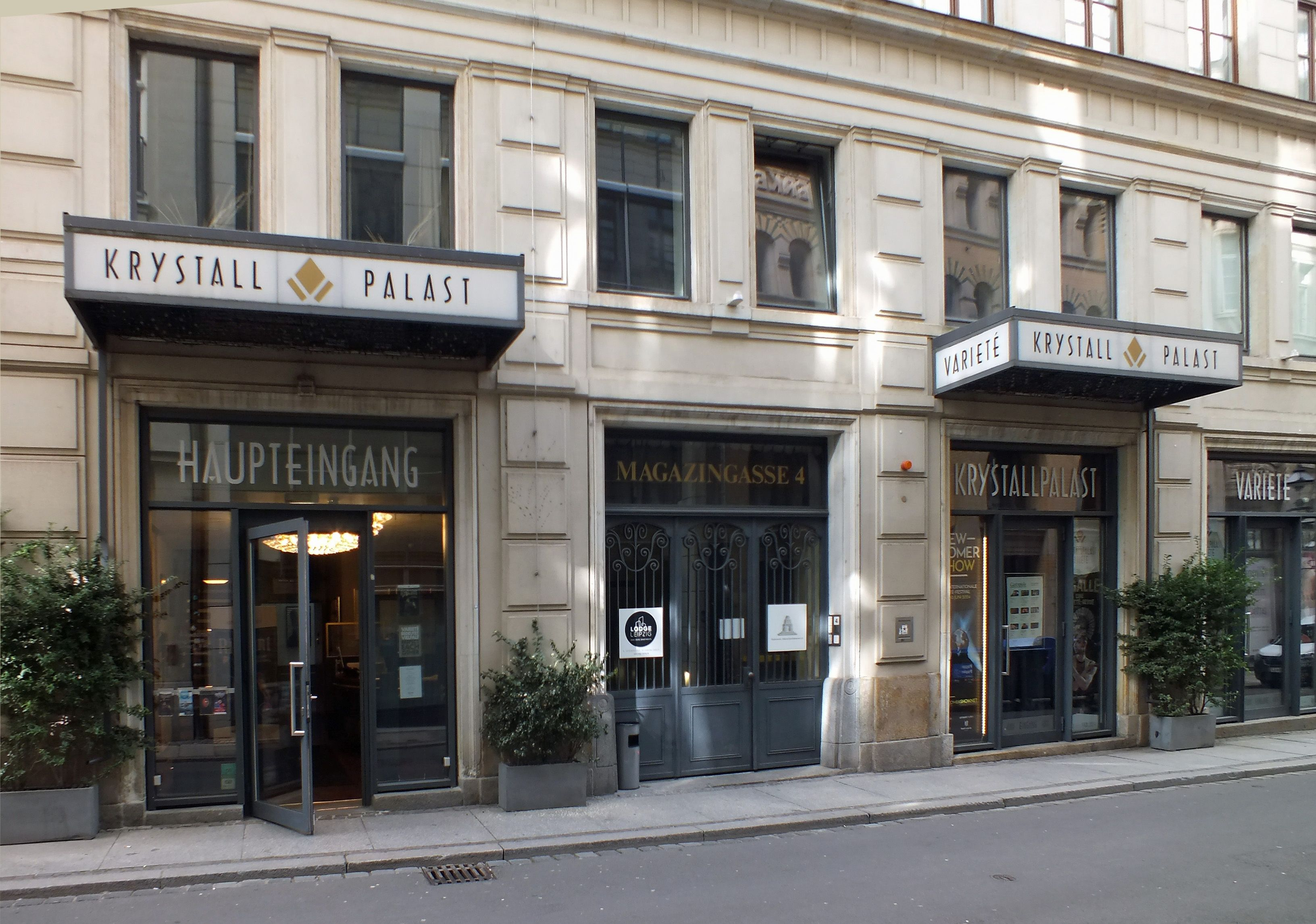
Nr. 4: Krystallpalast-Varieté (2024)
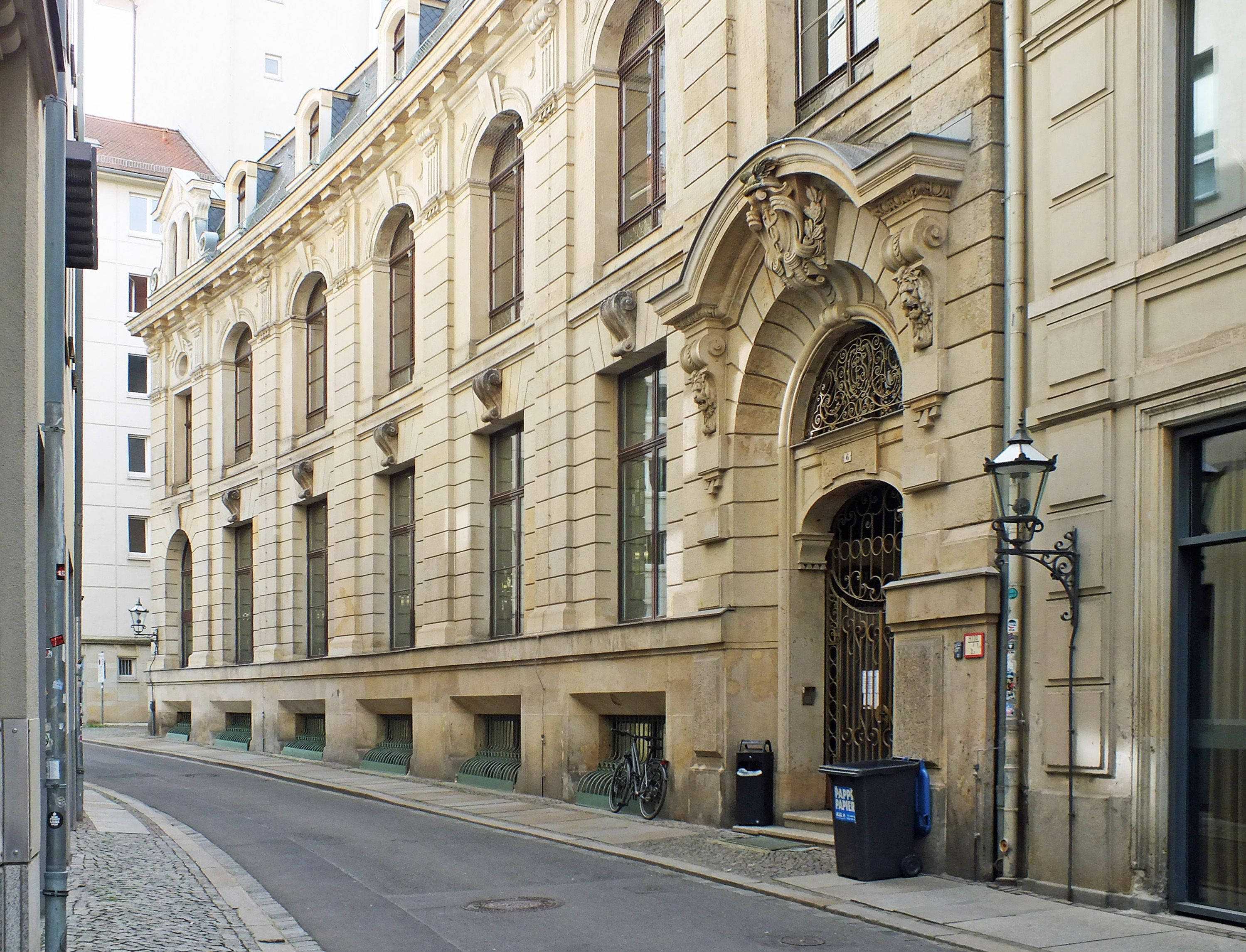
Nr. 6: Neobarockbau von 1897 (2024)